# 藤川清助
藤川 清助（ふじかわ せいすけ、1868年9月12日（慶応4年7月26日） - 1942年（昭和17年）7月11日）は、日本の政治家。衆議院議員（1期）。

## 経歴
岩手県出身。農業を営む。紫波郡議、見前村長、同村議、同村農会長、紫波郡農会長、岩手県農会代表者、同農会議員、宅地賃貸価格調査委員となる。
1924年の第15回衆議院議員総選挙において岩手2区から立憲政友会公認で立候補して当選した。衆議院議員を1期務めた。1928年の第16回衆議院議員総選挙には立候補しなかった。1942年死去。